# Chirolophis
Chirolophis es un género de peces actinopeterigios marinos, distribuidos por la costa norte del océano Pacífico y la especie Chirolophis ascanii  por la costa noreste del océano Atlántico.

## Especies
Existen ocho especies reconocidas en este género:
- Chirolophis ascanii (Walbaum, 1792)
- Chirolophis decoratus (Jordan y Snyder, 1902)
- Chirolophis japonicus Herzenstein, 1890
- Chirolophis nugator (Jordan y Williams, 1895)
- Chirolophis saitone (Jordan y Snyder, 1902)
- Chirolophis snyderi (Taranetz, 1938)
- Chirolophis tarsodes (Jordan y Snyder, 1902)
- Chirolophis wui (Wang y Wang, 1935)